# Bildstock (Lahm, Richtung Effelter)

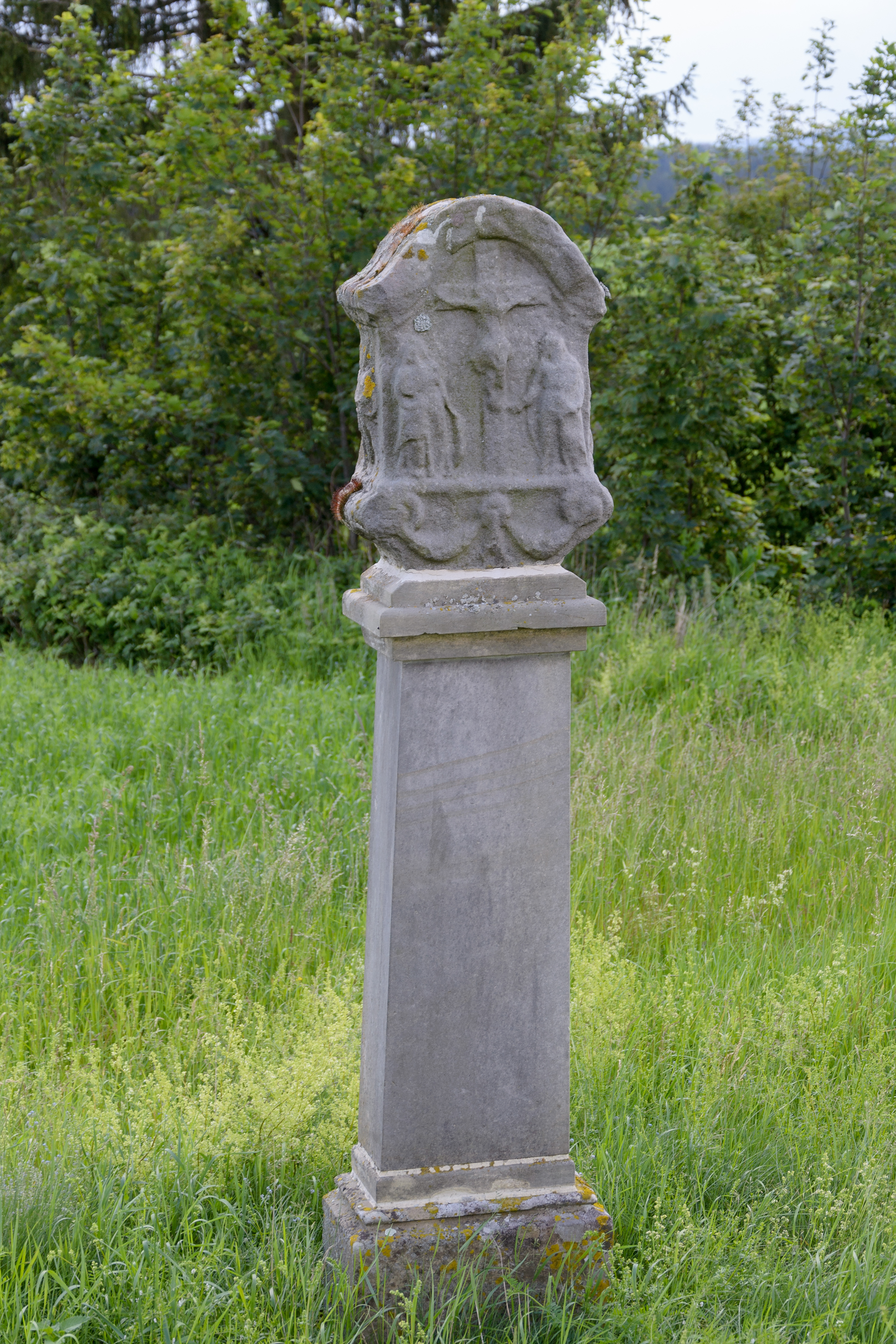
Bildstock an der Straße von Lahm nach Effelter

Der Bildstock an der Straße von Lahm nach Effelter ist ein als Baudenkmal geschütztes Kleindenkmal bei Lahm, einem Gemeindeteil der im oberfränkischen Landkreis Kronach gelegenen Gemeinde Wilhelmsthal.

## Beschreibung
Der aus Sandstein angefertigte Bildstock steht rund 450 Meter nördlich des Ortes Lahm rechts der Staatsstraße St 2200 in Richtung Effelter an der Einmündung eines Feldweges. Der originale Pfeiler des wahrscheinlich im 17. Jahrhundert entstandenen Flurdenkmals ist abgegangen; Sockel und Aufsatz wurden nach 1974 mit einem neuen Pfeiler wieder vervollständigt und neu aufgestellt. Der Aufsatz beginnt mit einer Girlande, die an den Ecken in Voluten endet, und schließt mit einem geschwungenen Abschlussgesims. Das Relief an der Vorderseite zeigt eine Kreuzigungsgruppe, an den beiden Schmalseiten sind zwei stark verwitterte Figuren dargestellt, die Rückseite ist leer. Das Denkmal soll den Sterbeort eines Bauern aus Lahm markieren.